# Aoki Shigeru

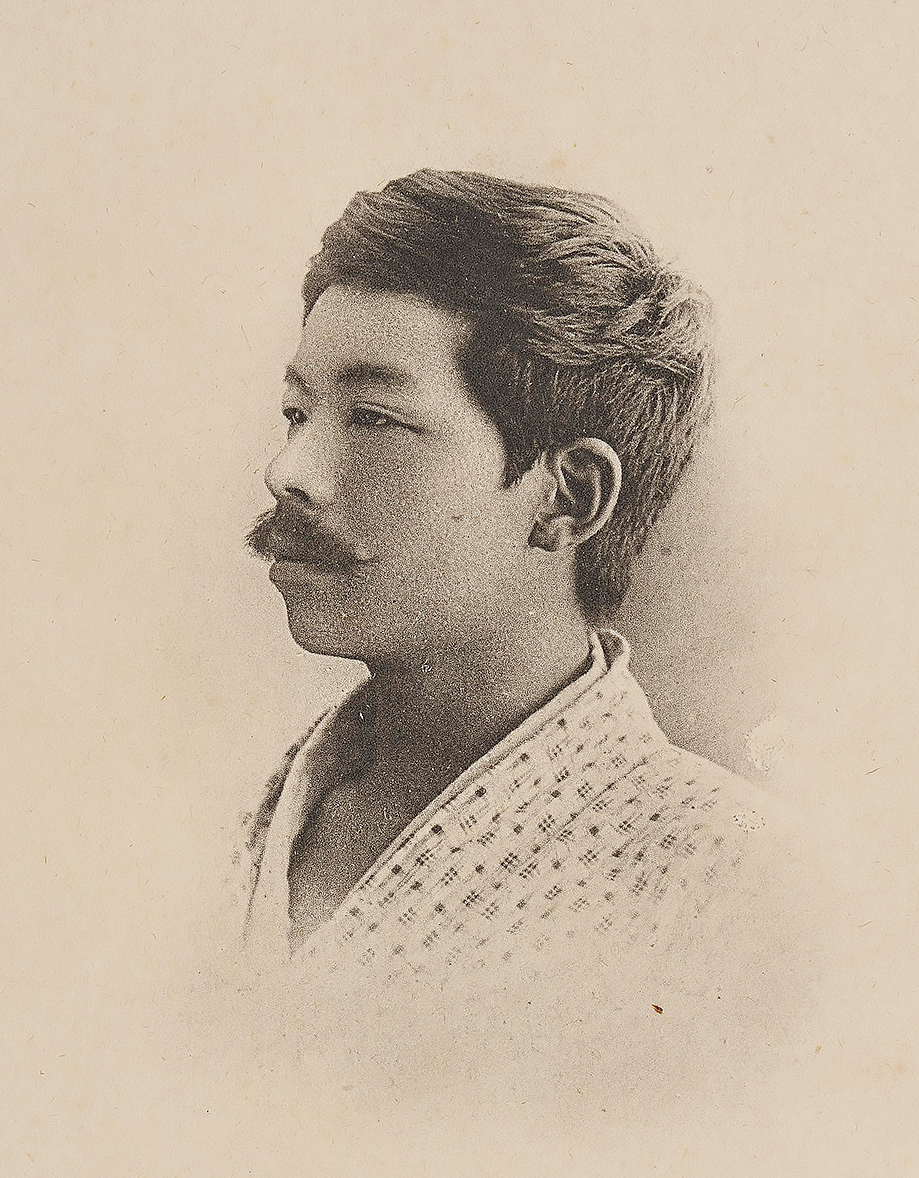
Aoki Shigeru

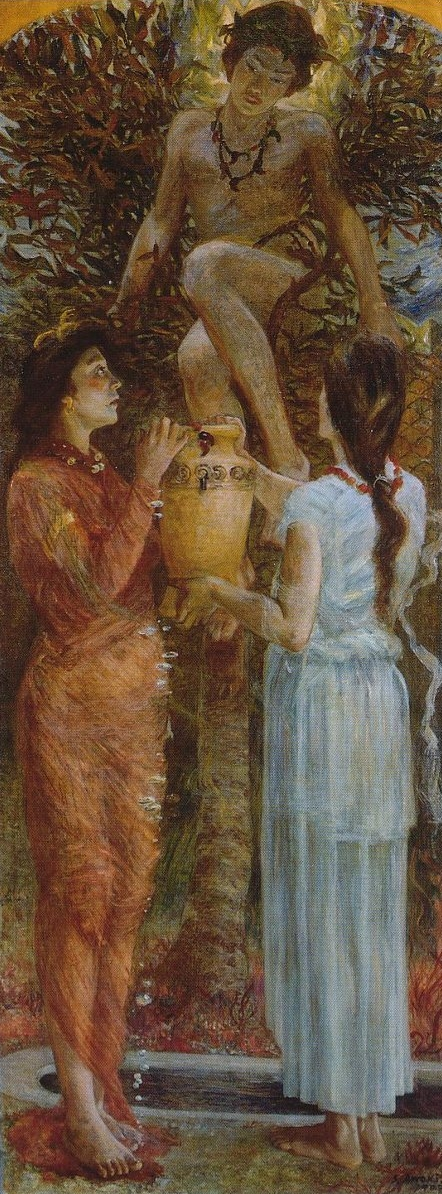
Palast unter dem Meer

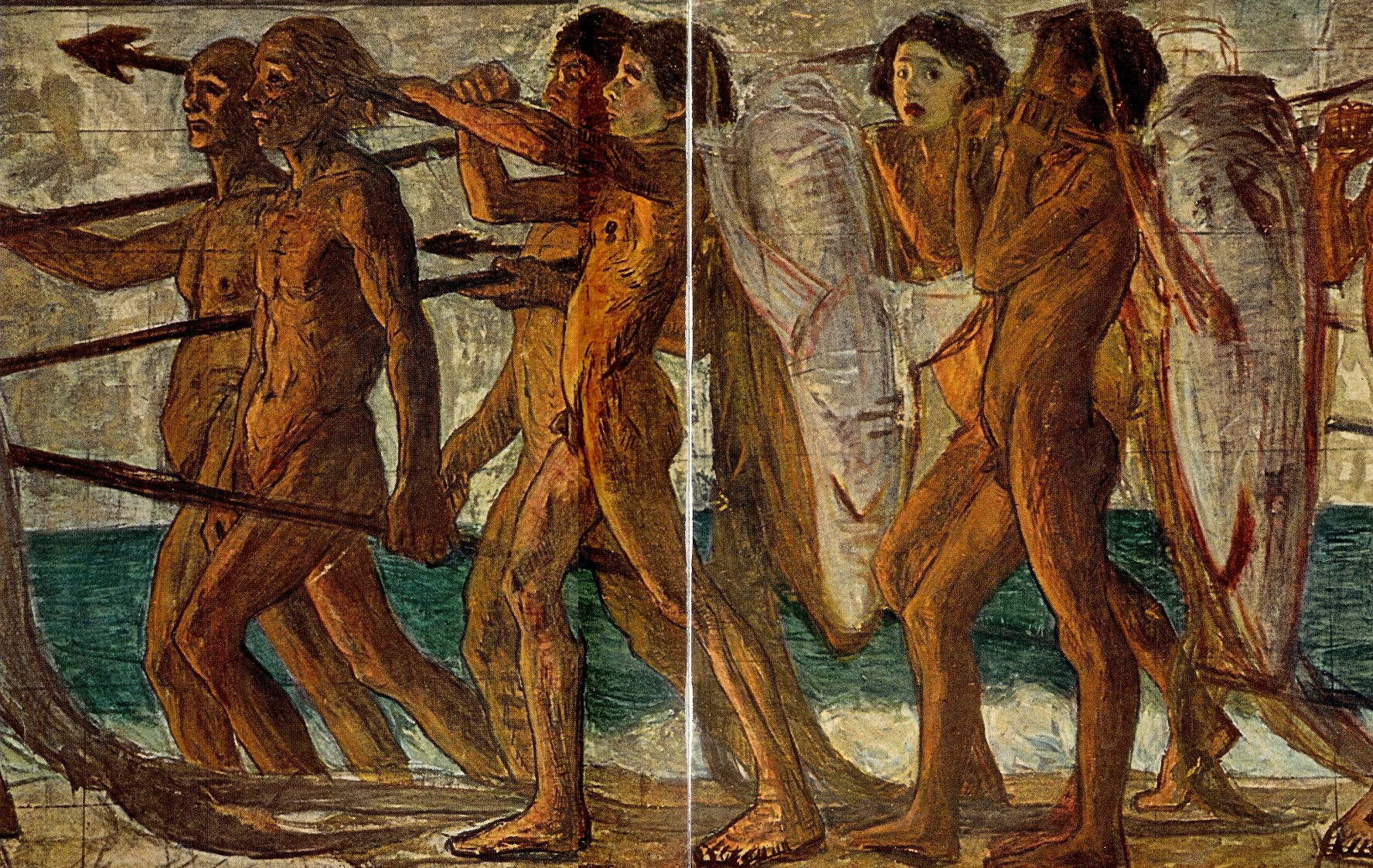
Harvest of the Sea (Ausschnitt)

Aoki Shigeru (japanisch 青木 繁; * 1882 in Kurume, Kyushu; † 1911 in Fukuoka, Kyushu) war ein japanischer Maler.

## Biographie
Aoki Shigeru interessierte sich bereits sehr früh für die westliche moderne Malerei und der daraus entwickelten westlich beeinflussten Kunstrichtung Yōga. Er verließ seine Familie mit 17 und ging nach Tokio, um Malerei zu studieren. Er arbeitete erst mit Koyama Shōtarō zusammen, einem Schüler des italienischen Malers Antonio Fontanesi, der an der Kōbu Bijutsu Gakkō (Technische Kunstschule Tokio) lehrte, und ging danach zu Kuroda Seiki an der Tōkyō Bijutsu Gakkō, der Tokioter Kunsthochschule, heute Tokyo National University of Fine Arts and Music. Aoki schloss seine Ausbildung um 1904 ab, nachdem er bereits als Schüler seine Bilder gemeinsam mit der 1896 gegründeten Künstlervereinigung Hakubakai um Kuroda ausstellen konnte.
Neben der Malerei konzentrierte sich Aoki auf die Literatur und interessierte sich vor allem für die japanische, indische und europäisch-christliche Mythologie. Über diese Vorlieben kam er zu einem romantisch-beeinflussten Malstil und einige seiner bekanntesten Gemälde stellten Historienbilder mit mythologischen Inhalten dar. Zu diesen gehörte Tenpyō Era und Harvest of the Sea, die beide 1904 entstanden und heute im Artizon Museum in Tokio hängen. Auch Ōnamuchi no Mikoto (1905) und Palace under the Sea (1907) sind in diesem Museum zu sehen und basieren auf mythologischen Inhalten aus der Kojiki. Für den befreundeten Dichter Kanbara Ariake konnte Aoki zudem einige Buchillustrationen malen, außerdem malte er regelmäßig See- und Küstenlandschaften an der Küste nördlich von Tokio.
Aoki Shigeru verließ Tokio und kehrte zurück nach Kyushu, wo er sich vom sozialen Leben weitestgehend isolierte. Mit nur 29 Jahren starb er 1911 an einer Lungentuberkulose und seine Bilder gerieten bis nach dem Zweiten Weltkrieg in Vergessenheit.